# Szerecsen-csigaforgató
A szerecsen-csigaforgató vagy fokföldi csigaforgató (Haematopus moquini) a madarak osztályának lilealakúak (Charadriiformes) rendjébe, ezen belül a csigaforgatófélék (Haematopodidae) családjába tartozó faj.

## Rendszerezése
A fajt Charles Lucien Jules Laurent Bonaparte francia ornitológus írta le 1856-ban.

## Előfordulása
Afrika déli részén, a Dél-afrikai Köztársaság és Namíbia területén honos, kóborlásai során eljut Angolába és Mozambikba is.
Természetes élőhelyei a sziklás, homokos és kavicsos tengerpartok. Állandó, nem vonuló faj.

## Megjelenése
Testhossza 42–45 centiméter, testtömege 582–800 gramm. Vörös csőre és szemgyűrűje van, tollazata fekete.

## Életmódja
Puhatestűekkel táplálkozik.

## Szaporodása
Fészekalja 2-4 tojásból áll.
|  |  |  |

## Természetvédelmi helyzete
Az elterjedési területe rendkívül nagy, egyedszáma 5000 alatti, viszont növekszik. A Természetvédelmi Világszövetség Vörös listáján nem fenyegetett fajként szerepel.